# Hors-saison (film, 2023)
Pour les articles homonymes, voir Hors saison (homonymie).
Pour plus de détails, voir Fiche technique et Distribution.
Hors-saison est un film français réalisé par Stéphane Brizé et sorti en 2023.
Il est projeté en première mondiale à la Mostra de Venise.

## Synopsis
Mathieu (Guillaume Canet), proche de la cinquantaine, est un acteur connu et habite Paris. Il a récemment commencé les répétitions pour ses débuts tant attendus sur scène à Paris. Mais quelques semaines avant la première, il rompt et se rend dans une thalasso d'une station balnéaire bretonne, où il dilue sa mélancolie dans les bains à remous.
La nouvelle de la présence du célèbre comédien se répand rapidement dans la petite ville. Il reçoit un message d'Alice (Alba Rohrwacher), une professeure de piano avec qui il était en couple 15 ans auparavant, avant de devenir célèbre, et qu'il n'a pas revue depuis leur séparation. Alice , la quarantaine, vient d'Italie, mais vit depuis un certain temps près de là, sur la côte, avec son mari et sa fille. Le temps est ainsi passé et chacun a suivi sa route, les plaies s'étant refermées peu à peu. Ils se rencontrent pour une conversation cordiale. En réfléchissant à sa propre vie et à ses décisions amoureuses, Alice invite également Mathieu au mariage du couple lesbien Lucette et Gilberte dans la maison de retraite où elle travaille comme musicienne,,

## Fiche technique
Sauf indication contraire, les informations mentionnées dans cette section peuvent être confirmées par la base de données cinématographiques IMDb,  présente dans la section « Liens externes ».
- Titre français : Hors-saison
- Réalisation : Stéphane Brizé
- Scénario : Stéphane Brizé et Marie Drucker
- Photographie : Antoine Héberlé
- Montage : Anne Klotz
- Musique : Vincent Delerm
- Direction artistique : Olivier Geyer
- Décors : Mathieu Menut
- Costumes : Caroline Spieth
- Production : Sidonie Dumas, Marc Vadé, Guillaume Canet
- Société de production : Gaumont ; coproduit par France 3 Cinéma et Caneo Films ; avec la participation de Ciné+, France Télévisions ; avec le soutien de l'Agence Nationale de Gestion des Oeuvres Audiovisuelles (ANGOA) et de la société des Producteurs de Cinéma et de Télévision (Procirep)
- Société de distribution : Gaumont (France)
- Budget : 5,6 millions d'euros
- Pays de production :  France
- Langue originale : français
- Format : couleur
- Genre : drame
- Durée : 115 minutes
- Dates de sortie :
  - Italie : 8 septembre 2023 (Mostra de Venise 2023)
  - France : 22 octobre 2023 (Festival du cinéma méditerranéen de Montpellier)[4] ; 20 mars 2024 (sortie nationale)

## Distribution
- Guillaume Canet : Mathieu
- Alba Rohrwacher : Alice
- Sharif Andoura : Xavier
- Emmy Boissard Paumelle : Emmy, la fille d'Alice et Xavier
- Lucette Beudin : Lucette
- Gilberte Bellus : Gilberte
- Hugo Dillon : le professeur de gym
- Marie Drucker : l'épouse de Mathieu (voix)
- Stéphane Brizé : le metteur en scène de théâtre (voix)

## Production

### Distribution des rôles
Guillaume Canet annonce sur son compte Instagram le 25 juillet 2023 qu'il jouera le rôle principal dans le film au côté de l'actrice Alba Rohrwacher.

### Tournage
Le tournage a commencé le 4 mars 2023 dans le département du Morbihan. Le film a été tourné dans le Pays Vannetais, notamment à Arzon sur la presqu'île de Rhuys, mais aussi à Auray et sur la presqu'île de Quiberon, à Quiberon ainsi qu'à Portivy et à la Pointe du Percho, tout deux situés à Saint-Pierre-Quiberon. Le tournage s'est terminé le 18 avril 2023,.

## Accueil
En France, le site Allociné recense une moyenne de 3,4⁄5 sur 33 critiques presse.
D'après Caroline Vié de 20 Minutes : « Hors-saison est proche du plaisir délicat qu’on éprouve à titiller une écorchure, une plaie sans gravité qu’on ne laisse pas tout à fait se refermer. » Alors que pour Libération, le film est une « satire qui tourne vite à la détestation rageuse et déplaisante ».  Le Nouvel Obs donne quatre étoiles sur cinq, soulignant « l'alchimie entre les deux acteurs » principaux et la qualité de l'ensemble du film.

## Distinctions

### Sélections
- Mostra de Venise 2023 : en compétition officielle[12]
- Festival du cinéma méditerranéen de Montpellier 2023[4]